# 濱田宏一
濱田 宏一（1936年1月8日—），生於日本東京都，經濟學者，專長於國際金融、賽局理論，為東京大學名譽教授。

## 生平
1936年出生，高校就讀於神奈川縣湘南高等學校，大學就讀於東京大學法律部，在學期間就通過司法官考試、外交官考試、日本公務員上級職考試。1958年，法律系畢業後，再入東京大學經濟學部就讀，1960年取得學士學位，後取得東京大學經濟學碩士學位。獲得傅爾布萊特獎學金至美國留學，在館龍一郎的建議下，師事於詹姆士·托賓，於耶魯大學取得經濟學博士。

## 經歷
- 1954年 - 神奈川縣立湘南高等學校畢業
- 1957年 - 司法官考試合格
- 1958年 - 東京大學法學部畢業
- 1960年 - 東京大學經濟學部畢業
- 1962年 - 經濟學碩士取得 (東京大学)，獲傅爾布萊特獎學金至耶魯大學留學
- 1964年 - 經濟學碩士取得 (耶魯大學)
- 1965年 - 耶魯大學取得博士學位（指導教授為詹姆士·托賓），返東京大學就任
- 1967年 - 日經・經濟圖書文化賞受賞
- 1969年 - 東京大學經濟學部助教授昇任
- 1971年 - 麻省理工學院（Massachusetts Institute of Technology）客座研究員（至1973年）
- 1977年 - 倫敦政治經濟學院（London School of Economics and Political Science, LSE) 客員講師（1978年まで）
- 1980年 - 經濟學人賞受賞
- 1980年 - 經濟計量學會(Econometric Society)理事(至1985年)
- 1981年 - 東京大學經濟學部教授昇任
- 1984年 - 芝加哥大學客座教授
- 1985年 - 耶魯大學客座教授（至986年）
- 1986年 - 耶魯大學經濟學部教授就任
- 1991年 - 大阪大學客座教授（至1992年）
- 1994年 - 理論・計量經濟學會（現之日本經濟學會）會長(至1995年)
- 2001年 - 日本內閣府經濟社會總合研究所長(至2003年1月)
- 2003年 - 中央大學大學院總合政策研究科特任教授
- 2005年 - 耶魯大學經濟學部Tungtex Professor of Economics講座名譽教授
- 2006年 - 瑞寶章授勳
- 2007年 - 神戶大學學術研究諮詢委員に就任
- 2012年12月 - 内閣官房参與就任
- 2013年 - 神戶大學經濟經營研究所全球金融研究部門研究員

## 著作
- 『經濟成長與國際資本移動--資本自由化的經濟學』（東洋經濟新報社, 1967年）
- 『損害賠償的經濟分析』（東京大學出版會, 1977年）
- 『國際金融的政治經濟學』（創文社, 1982年）
- 『匯率決定要因(經濟研究所系列<No.4>)』 (經濟同友會經濟研究所, 1983年)
- The Political Economy of International Monetary Interdependence, trans. by Charles Yuji Horioka and Chi-Hung Kwan, (MIT Press, 1985).
- 『來自耶魯大學的書齋――經濟學者的日美體驗比較』（NTT出版, 1993年）
- 『現代經濟學(15)國際金融』（岩波書店, 1996年）
- Strategic approaches to the international economy : selected essays of Koichi Hamada , (Edward Elgar, 1996).
- 『美國所了解的日本經濟復甦』(講談社, 2012年)
- 『阿倍經濟學與TPP所創造的日本』(講談社, 2013年)
- 『世界精英的條件』（PHP研究所,2015年）

## 外部連結
- 濱田宏一，耶魯大學首頁